# کوئینلی کوئزادا
کوئینلی کوئزادا (انگلیسی: Quinley Quezada؛ زادهٔ ۷ آوریل ۱۹۹۷) بازیکن فوتبال اهل ایالات متحده آمریکا است که در حال حاضر برای باشگاه فوتبال زنان مانیلا دیگر و تیم ملی فوتبال زنان فیلیپین بازی می‌کند.
از باشگاه‌هایی که در آن بازی کرده است می‌توان به ستاره سرخ بلگراد اشاره کرد.
وی همچنین در تیم ملی فوتبال زنان فیلیپین بازی کرده است.

## دوران حرفه‌ای

### دبیرستان
کوئینلی کوئزادا برای تیم فوتبال دختران مدرسه دبیرستان روزمید بازی کرد. او در فصل‌های ۲۰۱۱ تا ۲۰۱۵ به عنوان بخشی از تیم اول لیگ انتخاب شد. او در سال‌های ۲۰۱۱ و ۲۰۱۵ به عنوان بازیکن برتر هجومی لیگ میسیون ولی شناخته شد و همچنین به عنوان ورزشکار زن سال در دوران دبیرستان خود انتخاب شد.
کوئزادا کار خود را در فوتبال جوانان باشگاهی در سال ۲۰۱۰ در رده زیر ۱۴ سال در باشگاه فوتبال زنان گلدن استیت آغاز کرد و به مدت دو فصل در آنجا بازی کرد. سپس برای سه فصل بعدی در باشگاه فوتبال زنان ال‌ای پریمیر بازی کرد. کوئزادا یک گلزن فوق‌العاده بود و در طول دوران جوانی خود بیش از ۱۸۰ گل به ثمر رساند.

### کالج
کوئزادا در سال ۲۰۱۵ برای باشگاه فوتبال زنان یوسی ریورساید هایلندرز در اولین بازی فصل تیم در برابر باشگاه فوتبال زنان جورج واشینگتن کلونیالز به میدان رفت. در فصل ۲۰۱۶، او دومین بازیکن از نظر گل‌های زده در بین هایلندرز بود و از نظر امتیاز با یک بازیکن دیگر در رده سوم قرار داشت. در فصل ۲۰۱۷، او یکی از دو بازیکن برتر تیم در گل‌های زده، پاس گل و امتیازات کسب شده بود. در فصل ۲۰۱۸، کوئزادا در گل‌ها (۴)، پاس گل‌ها (۲) و امتیازات (۱۰) در رده دوم تیم قرار گرفت. او گل‌های پیروزی‌بخش هایلندرز را در پیروزی ۱–۰ برابر یوان‌ال‌وی در تاریخ ۱۶ سپتامبر و در پیروزی ۱–۰ برابر لانگ بیچ استیت در تاریخ ۱۸ اکتبر (در شب فارغ‌التحصیلی) به ثمر رساند و به این ترتیب به عنوان بازیکن تیم دوم آل-کنفرانس شناخته شد.

### تایوان و ایالات متحده آمریکا
کوئزادا در سال ۲۰۲۰ برای زینبی هانگیوان در لیگ فوتبال تایوان بازی کرد. او همچنین برای باشگاه فوتبال لجندز در لیگ حرفه‌ای فوتبال زنان بازی کرد.

### جف یونایتد شیبا
در میانه سال ۲۰۲۱، کوئزادا به باشگاه فوتبال زنان جف یونایتد از لیگ برتر فوتبال زنان ژاپن پیوست. او در تاریخ ۲ اکتبر ۲۰۲۱ برای جف یونایتد به میدان رفت و اولین بازیکن فیلیپینی بود که در لیگ برتر فوتبال زنان ژاپن بازی کرد. او در دقیقه ۸۲ به عنوان بازیکن تعویضی در باخت ۰–۳ تیمش برابر توکیو وردی بلزا به میدان رفت. او در نه بازی برای شیبا به میدان رفت.

### ستاره سرخ بلگراد
کوئزادا در ژوئن ۲۰۲۲ به باشگاه فوتبال زنان ستاره سرخ بلگراد از لیگ برتر فوتبال زنان بلگراد منتقل شد.

### پرث گلوری
در سپتامبر ۲۰۲۳، اعلام شد که کوئزادا به باشگاه فوتبال زنان پرث گلوری ملحق خواهد شد و با مربی الکس اپاکیس که بخشی از کادر مربیگری فیلیپین در جام جهانی فوتبال زنان ۲۰۲۳ بود، دوباره همکاری خواهد کرد.

### مانیلا دیگر
کوئزادا به باشگاه فوتبال مانیلا دیگر پیوست. او برای این باشگاه در جام حذفی فوتبال زنان فیلیپین بازی کرد.

## دوران ملی
در جام ملت‌های زنان آسیا ۲۰۱۸، کوئزادا یکی از بازیکنانی بود که در ترکیب تیم ملی فوتبال زنان فیلیپین قرار گرفت و در این تورنمنت شرکت کرد. این بدان معناست که کوئزادا اولین بازیکن فوتبال زن از یوسی ریورساید هایلندرز است که در فهرست واجدان شرایط حضور در جام جهانی فوتبال زنان قرار دارد. کوئزادا در تمام چهار بازی تیم به عنوان بازیکن اصلی حضور داشت یعنی در سه بازی گروهی برابر اردن، چین، تایلند و بازی برابر کره جنوبی در ترکیب اصلی تیم بود. تیم فیلیپین با پیروزی ۲–۱ برابر میزبان تیم ملی فوتبال زنان اردن تورنمنت را آغاز کرد.
کوئزادا همچنین بخشی از فهرست تیم ملی فیلیپین برای مسابقات قهرمانی جنوب شرق آسیا در سال ۲۰۱۸ بود. او به دلیل بهبودی از یک آسیب‌دیدگی جزئی که در اردوگاه تمرینی به وجود آمده بود، در بازی افتتاحیه فیلیپین برابر میانمار حضور نداشت، جایی که تیم با نتیجه ۰–۴ شکست خورد. در بازی دوم، کوئزادا به عنوان بازیکن تعویضی در دقیقه ۶۰ به میدان آمد و در پیروزی ۳–۰ تیم برابر تیم ملی فوتبال زنان سنگاپور، اولین گل ملی خود را در دقیقه ۷۷ به ثمر رساند. در بازی سوم برابر ویتنام، کوئزادا در دقیقه ۴۵ به عنوان تعویضی به میدان آمد. در چهارمین و آخرین بازی تیم در این تورنمنت برابر اندونزی، کوئزادا بازی را آغاز کرد و در زمان توقف بازی گل نهایی را به ثمر رساند تا به تیم کمک کند تا نتیجه ۳–۳ را به دست آورد، پس از اینکه تیم در نیمه اول با نتیجه ۲–۰ پیش بود اما در نیمه دوم ۳ گل متوالی دریافت کرد.
کوئزادا در تمام سه بازی مرحله گروهی فیلیپین در جام جهانی فوتبال زنان ۲۰۲۳ که به میزبانی مشترک استرالیا و نیوزلند برگزار شد، به میدان رفت. اما فیلیپین نتوانست به مرحله حذفی راه یابد، با این حال در این تورنمنت اولین پیروزی خود را در تاریخ جام‌های جهانی فوتبال زنان ثبت کرد.